# Macroalga

Alga roja (izquierda), alga marrón (centro) y alga verde (derecha).

Las macroalgas son un tipo de alga marina de tamaño macroscópico, multicelulares en general y que por lo tanto se diferencian de las microalgas, las cuales son de tamaño microscópico y son unicelulares. Las macroalgas no deben confundirse con la pradera marina, la cual es un lecho marino poblado por plantas vasculares y no por algas. Entre las macroalgas más conocidas se encuentran el sargazo y el kelp, el cual conforma los bosques de algas, uno de los ecosistemas marinos más importantes.
Las macroalgas pueden ser algas verdes (Chlorophyta sensu lato) pertenecientes al clado Viridiplantae dentro del grupo Archaeplastida siendo las más cercanas a las plantas terrestres, algas rojas (división Rhodophyta) que se encuentran fuera de dicho clado pero que también pertenecen al grupo Archaeplastida, o algas pardas (clase Phaeophyceae) que se encuentran clasificadas dentro del grupo Stramenopiles o Heterokonta, por lo que no se consideran verdaderas plantas.

## Grupos
Evolutivamente, las macroalgas aparecen en momentos diferentes de la historia evolutiva de las algas, por lo que son diferentes grupos no relacionados:
- Ulvophyceae, macroalgas verdes clorofitas compuestas por una sola célula de gran desarrollo.
- Charophyta, macroalgas verdes multicelulares de agua dulce que antecedieron evolutivamente a las plantas terrestres.
- Rhodophytina, macroalgas rojas, cuyo subgrupo más importante es Florideophyceae.
- Phaeophyceae, conocidas como algas pardas, grupo que contiene las de mayor tamaño, como se ve en los bosques de quelpos.

## Ejemplos
Destacan los siguientes géneros:
| Género      |  | Tipo de alga   | Comentarios                                                                      |
| ----------- |  | -------------- | -------------------------------------------------------------------------------- |
| Caulerpa    |  | Verde          | Subacuática                                                                      |
| Fucus       |  | Marrón o Parda | En zonas entre mareas sobre costas rocosas.                                      |
| Gracilaria  |  | Roja           | Cultivada como alimento                                                          |
| Laminaria   |  | Marrón o Parda | Habita en profundidades de 8 a 30 m bajo la superficie, cultivada como alimento. |
| Macrocystis |  | Marrón o Parda | Gran alga, forma grandes frondas flotantes.                                      |
| Monostroma  |  | Verde          |                                                                                  |
| Porphyra    |  | Roja           | En zonas entre mareas con climas templados. Cultivada como alimento.             |